# José María Higareda
José María "Chema" Higareda Gálvez (ur. 16 czerwca 1968 w Guadalajarze) – meksykański piłkarz występujący na pozycji prawego obrońcy.

## Kariera klubowa
Higareda pochodzi z miasta Guadalajara i jest wychowankiem tamtejszego zespołu Universidad de Guadalajara. W meksykańskiej Primera División zadebiutował 17 lutego 1990 w wygranym 3:0 spotkaniu z Cobras. Już w swoich debiutanckich rozgrywkach – 1989/1990 – wywalczył z Universidadem wicemistrzostwo Meksyku, natomiast w kolejnym sezonie triumfował w krajowym pucharze – Copa México – i strzelił premierowego gola w najwyższej klasie rozgrywkowej – 21 października 1990 w zremisowanej 2:2 konfrontacji z Morelią. W ekipie Universidadu spędził niemal pięć lat, spadając z nim do drugiej ligi po sezonie 1993/1994.
Bezpośrednio po spadku z Universidadem, Higareda przeszedł do stołecznej drużyny Club Necaxa, od razu zostając jej podstawowym piłkarzem. W pierwszych rozgrywkach w nowym zespole – 1994/1995 – zdobył z Necaxą mistrzostwo kraju, pierwsze zarówno w swojej karierze, jak i w historii klubu. W 1994 roku triumfował w Pucharze Zdobywców CONCACAF, natomiast w 1995 po raz kolejny zwyciężył w Copa México, jak również w superpucharze Meksyku – Campeón de Campeones. W sezonie 1995/1996 po raz kolejny osiągnął mistrzostwo kraju, a także doszedł do finału Pucharu Mistrzów CONCACAF. Podczas faz Invierno 1996 i Verano 1998 wywalczał z Necaxą wicemistrzostwa kraju, za to w jesiennych rozgrywkach Invierno 1998 po raz trzeci został mistrzem Meksyku. W 1999 roku wygrał turniej Pucharu Mistrzów CONCACAF, dzięki czemu mógł wziął udział w Klubowych Mistrzostwach Świata – tam z kolei Necaxa zajęła trzecie miejsce, pokonując po rzutach karnych Real Madryt.
Wiosną 2001 Higareda na zasadzie półtorarocznego wypożyczenia zasilił zespół Puebla FC, w którym regularnie wybiegał na ligowe boiska w wyjściowej jedenastce, jednak nie osiągnął z nim większych sukcesów. W późniejszym czasie spędził pół roku w San Luis FC, gdzie nie rozegrał za to ani jednego meczu. Karierę piłkarską zakończył w wieku 37 lat w Necaxie, której barwy reprezentował ogółem przez ponad dziesięć lat.

## Kariera reprezentacyjna
W seniorskiej reprezentacji Meksyku Higareda zadebiutował za kadencji selekcjonera Bory Milutinovicia – 11 października 1995 w wygranym 2:1 meczu towarzyskim z Arabią Saudyjską. Był bliski powołania na Mistrzostwa Świata 1998, jednak w kwietniu 1997 doznał poważnej kontuzji, która wykluczyła go z gry na następny rok zarówno w klubie, jak i w kadrze. W 2000 roku został powołany przez byłego szkoleniowca z Necaxy, Manuela Lapuente, na Złoty Puchar CONCACAF, gdzie wystąpił dwukrotnie, natomiast Meksykanie odpadli w ćwierćfinale. Rozegrał także dwa spotkania wchodzące w skład eliminacji do Mistrzostw Świata 2002, na które jego ekipa ostatecznie się zakwalifikowała. Swój bilans reprezentacyjny Higareda zamknął na dziewięciu rozegranych meczach bez zdobytej bramki.